# Sebastian Dahm
Sebastian Dahm (født d. 28. februar 1987 i København) er en dansk ishockeymålmand der siden 2021 har spillet i den østrigske klub EC KAC. Inden sit skifte til østrigsk ishockey har Dahm bl.a. spillet for Iserlohn Roosters, Graz 99ers, Rødovre Mighty Bulls, Malmö Redhawks' juniorhold og i Canada.
Opholdet i Canada har uden tvivl gavnet Dahms spil, og han var ikke mindst i slutspillet i sæsonen 2006-07 en yderst værdifuld spiller for sit daværende hold Sudbury Wolves. Han har desuden spillet for Belleville Bulls og Sarnia Sting i OHL.
I December 2006 var Dahm en af de bærende kræfter på det danske U-20 landshold som på hjemmebane i Odense for første gang nogensinde sikrede sig oprykning til den øverste division ved U-20 Junior-VM. Dahm sluttede turneringen med en redningsprocent på 91,8% og et goals against average (mål imod gennemsnit) på 2,20 i 5 kampe.